# 遷延性離脱症候群
遷延性離脱症候群（せんえんせいりだつしょうこうぐん、英語: protracted withdrawal syndrome）、急性離脱後症候群（英語: Post-acute-withdrawal syndrome、略称:PAWS）、離脱後離脱症候群（英語: post-withdrawal withdrawal syndrome）とは、アルコール、オピエート、ベンゾジアゼピン系、抗うつ薬また他の物質からの離脱後に生じる、一連の持続的な症状である。離脱の急性期の後に、急性期よりも弱い水準で半年程度まで持続する。1年以上にわたって持続すると言及される場合もある。妊娠中に依存性物質を使用した母親から生まれた赤子は、この急性離脱後症候群が生じることがある。

## 定義や診断

### 世界保健機関
世界保健機関は1994年そのアルコール薬物関連の用語集において、遷延性離脱（protracted withdrawal）を定義し、急性の離脱症状の後に続く数週間から数か月のものだとしている。これは、アルコール依存症、鎮静剤依存症、オピオイドの依存症において、あまり明確ではない症状である。不安、興奮、易刺激性、抑うつなどの精神的症状が、身体症状よりも顕著であるとしている。

### アメリカ精神医学会
『精神障害の診断と統計マニュアル』第4版（DSM-IV）では以下のように言及されている。アルコール離脱では、離脱の急性期の後も、3～6か月の不安や不眠、自律神経異常が持続することがある。鎮静剤、催眠剤、または抗不安薬離脱では、症状の強さの程度が弱いが、数カ月も続く遷延性の長く消えない不安、不機嫌、睡眠困難といった離脱症状が、非物質誘発性の不安やうつと誤認される可能性について言及している。アヘン類離脱（Opioid Withdrawal）においても急性でない症状は、不安、不眠、無快感、不快気分や渇望など数週から数か月続くとしている。

### 他の文献
アルコール依存症による急性離脱症状後の遷延性離脱症候群が少なくとも1年持続したり、ベンゾジアゼピン系薬物によるもので同様に。このように文献によってはさらに長い期間にわたって生じると言及している場合がある。

### SSRIに関するオンライン調査
選択的セロトニン再取り込み阻害薬（SSRI）の離脱について、インターネットフォーラムからの自己報告を分析した調査が存在する。研究者は、SSRIは他の抑制剤（アルコール、ベンゾジアゼピン系、バルビツール酸系、麻薬、抗精神病薬、抗うつ薬）のように、2つの離脱の期間に分ける必要があるとし、それは薬物の半減期によって6週間以内までの反跳現象からなる離脱期間と、それ以降の離脱後期間である。SSRI離脱後出現持続障害（SSRI postwithdrawal emergent persistent disorders）としている。このような離脱後障害は数か月から数年持続することがある。不安とパニック発作、不眠症、うつ病や双極性障害などを含む。頭痛、吐き気、軟便、めまい、見当識障害、集中力の低下、耳鳴り、安定しない歩き方、また電撃の感覚といった文献に高頻度で報告されたものは、医師の監督下で非常にゆっくり漸減した場合でも生じていた。症状を誇張したり、他の薬を服用している可能性への注意も必要であるが、文献や臨床試験で報告されたような症状を平均持続期間2.5年（中央値2.1年）と長く描写している人々を見出している。

### 遅発性ジスキネジア
抗精神病薬による遅発性ジスキネジアをはじめとした遅発性の副作用は、唇をモグモグ動かすといった口顔に生じることが多いが、離脱症状というよりは治療法がなく半永続的である。

### 診断コード
離脱#診断コードを参照。

## 兆候と症状
症状は、たまに起きては去っていく波のように、再発あるいは症状の強さが変動する。一般的な症状は、障害された認知、易刺激性、気分の落ち込み、不安などで、そのすべてが再発し重篤な水準に達する可能性がある。
ベンゾジアゼピンからの遷延性離脱症候群は、パニック障害や全般性不安障害とまったくそっくりの症状を生じることがある。ときおり長期化する性質と、ベンゾジアゼピン離脱の苛酷さのため、突然の離脱は推奨できない。
一般的な症状は以下である。
- 心理社会的（英語版）な機能不全
- 快感消失（英語版）[19]
- 抑うつ
- 対人能力の低下
- 強迫行為
- 罪悪感
- 自律神経失調
- 悲観的な考え
- 集中力の低下
- 自発性の欠如
- 渇望
- はっきりと考えることが出来ない
- 記憶の問題
- 感情的な過剰反応、無感覚
- 睡眠障害
- 身体の協調の問題
- ストレスに対する敏感さ
- 痛みに対する敏感さの増加
- パニック障害[14]
- 全般性不安障害[14]

### ベンゾジアゼピン急性離脱後
精神機能の障害は、ベンゾジアゼピン系からの離脱後も、数ヶ月から数年続くことがある。離脱後の、1年以上持続する精神病性うつ病が、医学文献に記録されている。精神科の通院歴のない患者で報告された症状は、精神病性の特徴を伴う大うつ病性障害を含み、持続的な気分の落ち込み、集中力の低下、食欲低下、不眠症、快感消失、アネルギー、精神運動遅延であった。患者はまた、知覚的な幻覚を伴う妄想様観念（同僚に毒を盛られ迫害されていると信じていた）を持っていた。症状はクロルジアゼポキシドの突然の断薬後に発症し、14か月間続いた。種々の精神科の薬が試されたが、症状を緩和できなかった。14か月後に過敏性腸症候群のためクロルジアゼポキシドを勧められ、症状は完全に取り除かれた。
別の症例報告では、1日あたり30ミリグラムから5ミリグラムへと服用量を急に減らされた女性患者において、同様の現象が報告された。彼女は、電撃の感覚、離人症、不安、めまい、左側頭葉の脳波のスパイク活動、幻覚、視覚と知覚の感覚の変形が、数年にわたり持続した。
わずか8週間、アルプラゾラムを服用するという臨床試験では、記憶損失の症状を引き起こし、薬の中止後8週間までまだ持続していた。

## 原因
症状は、一因としては中枢神経系において生理的適応が残存することによるもので、持続だがゆっくりと元に戻る耐性、神経経路の過剰興奮による神経伝達物質における障害という形で呈されている。

## 治療
健康状態は6か月から、より重篤な場合は数年にわたって徐々に改善されていく。
アカンプロセートは、アルコール離脱の遷延性離脱症候群の一部を軽減するのに有効だと判明している。カルバマゼピンやトラゾドンもまた、アルコールの遷延性離脱症候群の治療に有効である可能性がある。
認知行動療法は、物質依存の場合に特に渇望が顕著な遷延性離脱症候群の軽減となる。